# Róza Déryné Széppataki
 (mars 2021).
Dans le nom hongrois Déryné Széppataki Róza, le nom de famille précède le prénom, mais cet article utilise l’ordre habituel en français Róza Déryné Széppataki, où le prénom précède le nom.
Róza Déryné Széppataki née Rozália Schenbach le 23 décembre 1793 à Jászberény (Royaume de Hongrie) et morte le 29 septembre 1872 à Miskolc (Autriche-Hongrie), connue sous le nom de Déryné, est une cantatrice (soprano) hongroise et l'actrice la plus connue du début du théâtre hongrois.

## Enfance
Rozália Schenbach est la fille de Nina Riedl et Josef Schenbach, un apothicaire viennois installé à Jászberény . Son père meurt quand elle a cinq ans. Sa mère, Nina, se retrouve avec deux petites filles, ainsi que six garçons du précédent mariage de son mari, a de plus en plus de mal à assurer le quotidien. Comme c'est une femme, elle n'est pas autorisée à tenir seule  l'apothicairerie. La municipalité nomme donc des surveillants pour de courtes périodes afin de gérer l'entreprise mais leur remplacement fréquent entraîne une mauvaise gestion du commerce. L'un d'eux, un certain M. Gruber, lit à la jeune Rozália des récits de la scène théâtrale de Budapest aussi commence-t-elle à rêver de rejoindre le monde des acteurs, même si elle n'a jamais vu une pièce. Trois des demi-frères de Rozália meurent tragiquement au cours de ces années. Finalement, sa mère doit vendre le magasin, et Rozália, alors âgée de 16 ans, suit ses demi-frères aînés dans la capitale, où ils travaillent déjà. Un vieil ami de la famille, M. Rothkrepf, chez qui ils habitent, emmène la jeune fille à sa première pièce de théâtre, après quoi elle cherche à rejoindre le monde du spectacle à tout prix, se faufilant dans les vestiaires à plusieurs reprises. Lorsque Nina Schenbach, sa mère veuve, apprit l'engouement de sa fille pour le théâtre, elle se rend elle-même à Budapest (alors nommée Pest) pour ramener à Jászberény sa fille, «séduite par la morale corrompue de la ville». Beaucoup de débats et de querelles s'ensuivent mais sa mère a cède finalement. Après avoir reçu une lettre d'une troupe de théâtre hongroise de Pest, la mère accepte de la laisser les rejoindre pour un contrat d'un an, et Rozália a rejoint la Compagnie Nationale de Pest.

## Carrière
Attendant derrière les rideaux pour son premier petit rôle, elle est stoppée par le réalisateur, à la demande des actrices plus âgées qui pensent qu'elle «regarde et agit bêtement» et ne peut donc monter sur scène. Pleurant pendant des jours après cette première déception, Rozália est prise en charge par Mme et M. Murányi, un couple qui lui apprend les bases du métier d'acteur. Un mois après sa première experience malheureuse, elle prend son premier rôle dans une comédie facile le 8 avril 1810. Le succès arrive lentement. Sur les conseils du réalisateur József Benke, elle change son nom de famille à consonance allemande pour une consonance hongroise (Széppataki). Elle commence à jouer des rôles d'actrice, chantant également dans des chœurs.
À cette époque, à Pest, le théâtre et le drame sont considérés comme un vestige du Moyen Âge et sont généralement produits par des Allemands, en langue allemande. La troupe hongroise a eu du mal à combattre les traditions. Aidé par le changement social de la période réformée du début du XIXe siècle, les portes des hôtels particuliers et des châteaux de campagne s'ouvrent lentement à eux. Le public grandissant est intéressé par un répertoire en évolution rapide nécessitant un travail rigoureux et acharné.
La renommée de la jeune Rozália grandit à chaque saison, lui donnant accès à des rôles de plus en plus prestigieux. En 1813, elle épouse István Déry, mais, alléguant des mauvais traitements, elle se sépare bientôt de lui. Jamais officiellement divorcée, Déryné (signifiant «Mme Déry ») devient son nom de scène pour le reste de sa vie. Quittant Pest en 1815, elle mène une vie d'actrice itinérante, rejoignant plusieurs compagnies, notamment celle de Dávid Kilényi. Au cours des décennies suivantes, elle visite presque toutes les grandes villes des régions hongroises de l'empire austro-hongrois, comme Kassa, Brassó, Pécs, Debrecen et Kolozsvár, et devient la première actrice connue du pays. Son nom seul attire de grandes foules. De nombreux tableaux et poèmes sont créés en son honneur. Elle fait l'objet des premiers articles de presse des critiques dramatiques de l'époque.
En 1837, elle retourne à Pest pour rejoindre le Pesti Magyar Színház (Théâtre hongrois de Pest) - qui devint finalement le Théâtre national de Hongrie - en tant qu'actrice principale. Lors de la grande inondation de 1838, qui détruit une grande partie de la nouvelle ville, l'appartement de Déryné est également touché. Isolée à un étage sans beaucoup de nourriture ni d'eau dans le froid, elle est sauvée quelques jours plus tard. L'accident lui fait payer un lourd tribut car elle  perd sa voix pendant des mois, pendant lesquels elle n'est pas sur scène. Cela fragilise ses relations avec la compagnie de théâtre et le public et donne lieu à des critiques de plus en plus fortes après son retour sur scène. Se sentant négligée et isolée, Déryné repart en tournée, visitant les scènes de ses beaux jours: Kassa, Kolozsvár, Debrecen et les plus petites villes de Transylvanie. Pour la première fois de sa carrière, elle doit auditionner pour des rôles au Théâtre national. Elle a de plus en plus de mal à déguiser sa voix abîmée, et les critiques l'accusent d'avoir un style d'acteur "dépassé", comparé au style plus moderne et réaliste de nouvelles divas comme Róza Laborfalvi (en). Un an plus tard, elle prend sa retraite en 1847.

## Retraite

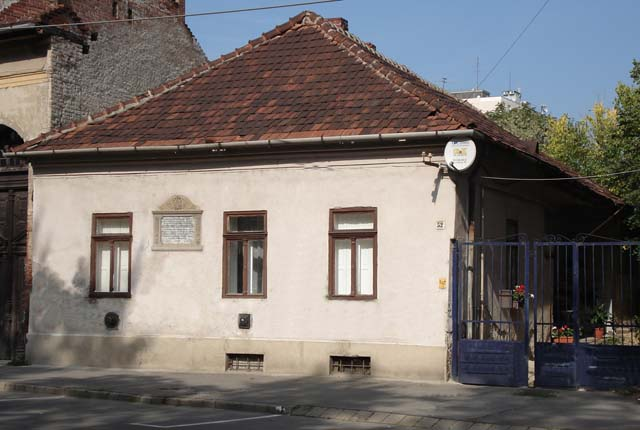
Maison de Déryné à Miskolc, avec une plaque commémorative en 1923

Ayant rencontré à nouveau son ex-mari István Déry en 1838, Déryné accepta maintenant l'offre qu'elle avait refusée à l'époque: vivre avec lui à la campagne. Le couple vit à Tarcal et Diósgyőr, l'actrice refusant tout contact avec des journalistes ou d'anciens collègues. Connaissant une grande pauvreté après la mort de Déry en 1868, elle s'installe à Miskolc pour vivre avec sa sœur. Accédant à la demande de son filleul par intérim, Ákos Egressy, alors en tournée à Miskolc, elle prend un dernier rôle en 1868. Âgée de 75 ans et soutenue sur scène dans les bras de ses collègues acteurs, elle incarne une vieille religieuse, avec des témoins la décrivant comme étant forte et vivante.
Dans les mois qui suivent, elle rencontre Emília Egervári, qui est choquée de voir ses conditions de vie. Son frère, le dramaturge et journaliste connu Ödön P. Egervári, convainc le Théâtre national d'envoyer une aide annuelle à Déryné. N'ayant rien d'autre à donner en retour, l'actrice a promis d'écrire l'histoire de sa vie. Luttant contre l'aggravation de son état de santé, elle écrit un manuscrit d'une longueur monumentale pendant trois ans.  Ses mémoires, qui sont ensuite publiées en trois volumes de plus de 1000 pages, sont toujours l'une des sources les plus importantes sur la vie des premiers opéra hongrois. 
Déryné meurt le 29 septembre 1872, quelques jours après l'envoi des dernières pages du manuscrits. En présence de quelques voisins et amis seulement, elle est enterrée au cimetière de Miskolc.

## Héritage
Déryné a un rôle de pionnière dans le théâtre et l'opéra hongrois. En plus d'être la première actrice universellement acclamée du pays, Déryné traduit 12 pièces allemandes en hongrois et joué un rôle de premier plan dans la fondation des premières compagnies d'opéra de la région. 50 ans après son décès, elle est cérémonieusement ré-enterrée à Budapest en 1921. 
Trois films basés sur sa vie — Futótűz (1944), Déryné (1951) et Où êtes-vous madame Déry ? (Déryné, hol van?, 1975) — sont tournés. Son ancienne maison à Diósgyőr est aujourd'hui un musée consacré à son travail.

## Honneur
L'astéroïde (554704) Széppataki est nommé en son honneur.